# Jagera javanica
Jagera javanica är en kinesträdsväxtart som först beskrevs av Carl Ludwig von Blume, och fick sitt nu gällande namn av Kalkm.. Jagera javanica ingår i släktet Jagera och familjen kinesträdsväxter. Inga underarter finns listade i Catalogue of Life.